# Sate kambing
Sate kambing là tên tiếng Indonesia của món "satay thịt cừu". Đây là một phần của nền ẩm thực Indonesia. Món ăn này được làm bằng cách nướng thịt dê đã được nêm gia vị. Ngoài ra, nó còn được gọi là sate cừu hoặc sate dê.
Sate kambing (sate dê) rất phổ biến trong Indonesia, đặc biệt là ở Java, nơi xuất hiện một số công thức chế biến theo vùng; nổi tiếng nhất trong số đó là sate kambing Jakarta (sate cừu Jakarta), sate kambing Tegal (sate cừu Tegal) từ miền Trung Java, sate Maranggi từ Tây Java, và sate kambing Madura (sate cừu Madura) từ miền Đông Java. Tuy nhiên, sate kambing (sate cừu) là một thuật ngữ chung để chỉ món sate cừu trong khu vực, cho dù đó có là công thức nấu ăn nào đi chăng nữa.

## Thành phần
Dê là một loài động vật thuần hóa được tiêu thụ rộng rãi ở Indonesia. Có thể dễ dàng nhìn thấy chúng đi lang thang khắp các ngôi làng ở quốc gia này và dê cũng được nuôi làm gia súc. Ở một đất nước có hầu hết dân chúng theo đạo Hồi, thì thịt dê hoặc thịt cừu là một trong những loại thịt được ưa thích nhất. Dê và cừu bị giết thịt trong ngày lễ Hồi giáo Eid ul Adha, do đó các món dê/cừu như sate kambing (sate dê) và gulai kambing (cà ri cừu) thường được tiêu thụ trong lễ hội.
Hầu hết các bộ phận của thịt dê đều có thể được sử dụng để làm món sate kambing, mặc dù thành phần chính của món ăn là chân sau. Một số biến thể có thể dùng nội tạng để chế biến, chẳng hạn như sate hati kambing sử dụng gan dê và sate torpedo sử dụng tinh hoàn dê, được cho là có đặc tính kích dục. Ngoài ra, điểm đặc biệt của món ăn này chính là thịt cừu sau khi xẻ thịt tuyệt đối không được rửa với nước tránh việc thịt bị lên mùi rất khó ăn.

Các loại xiên dùng để nướng sate thường to hơn và dày hơn và được làm từ tre, so với các loại xiên mỏng hơn dùng cho sate gà thường được làm từ phần giữa sườn của lá dừa. Điều này tương ứng với độ dày và kết cấu của thịt dê, dai hơn thịt gà. Để tránh bị cháy, xiên thường được ngâm trong nước trước khi dùng. Thịt cừu xiên sau đó được tẩm gia vị trước khi cho lên bếp nướng than gỗ. Các nguyên liệu nêm bao gồm dứa xay nhuyễn, nước tương ngọt, hành tím đất và riềng. Trong các nhà hàng hoặc quán ăn đường phố (warung), sau khi khách hàng đặt món thì sate kambing sẽ được làm rồi đem đi nướng.

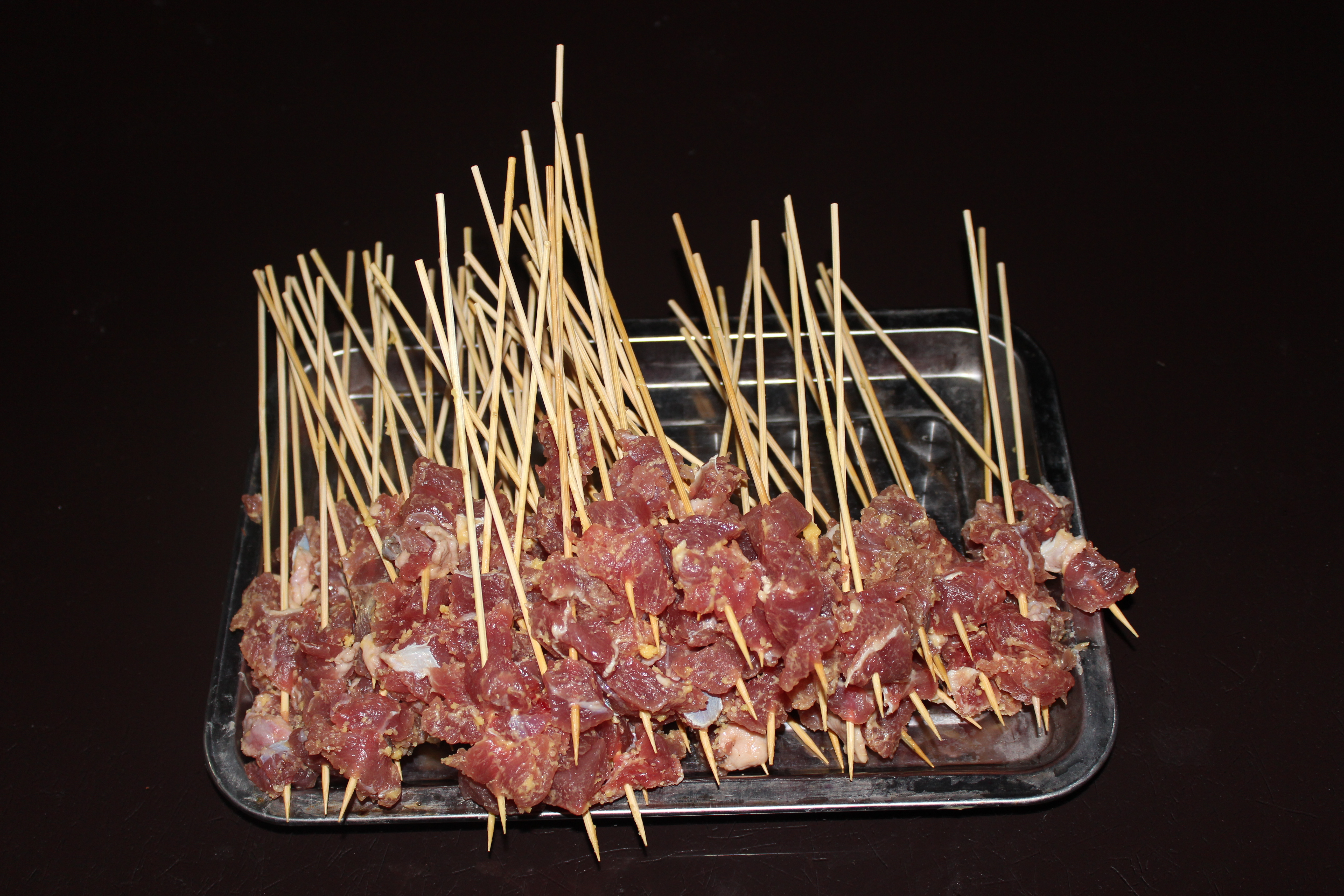
Kambing sate sống (sate cừu)
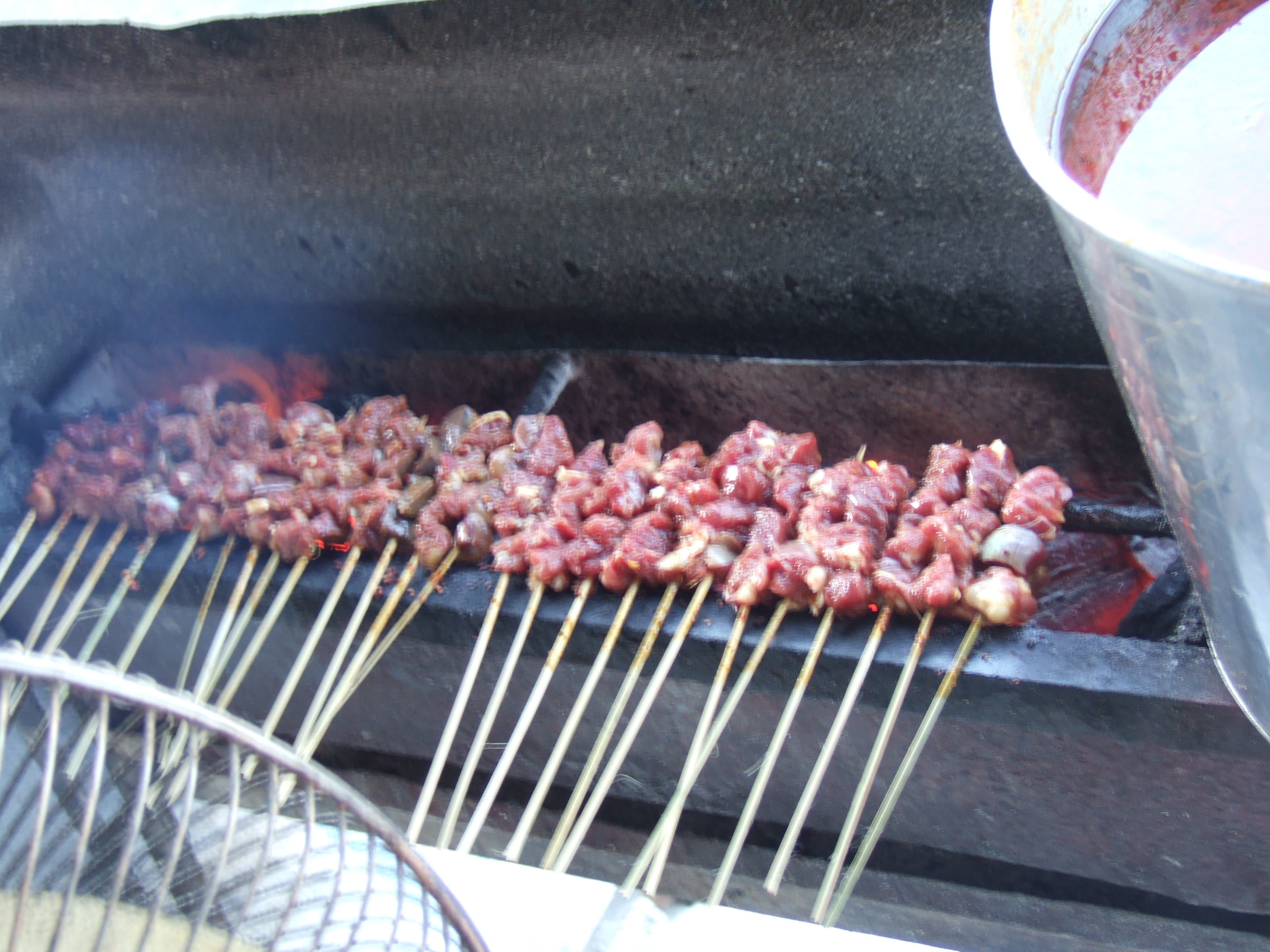
Kambing sate sống đang nướng
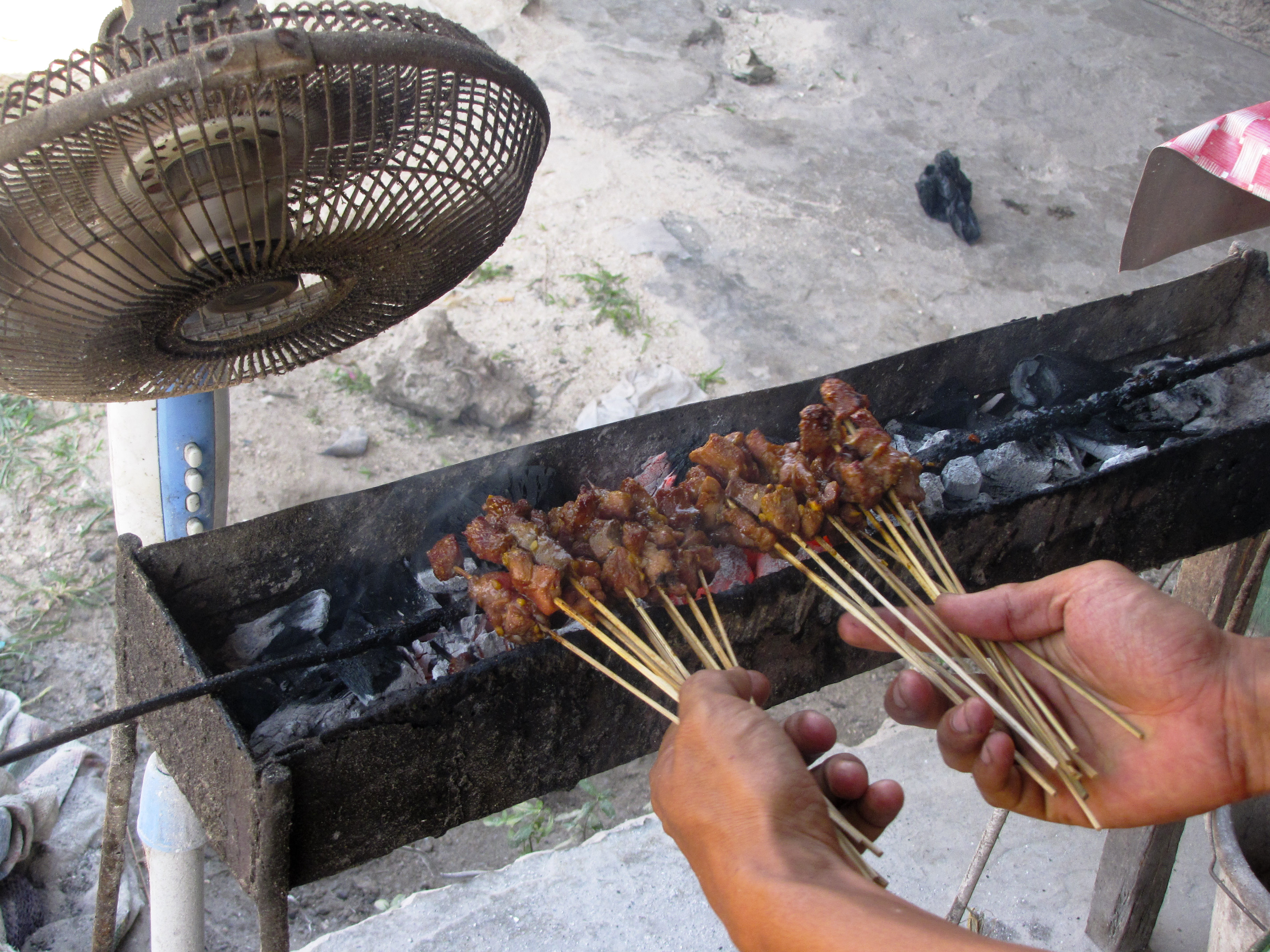
Sate kambing sắp nướng xong
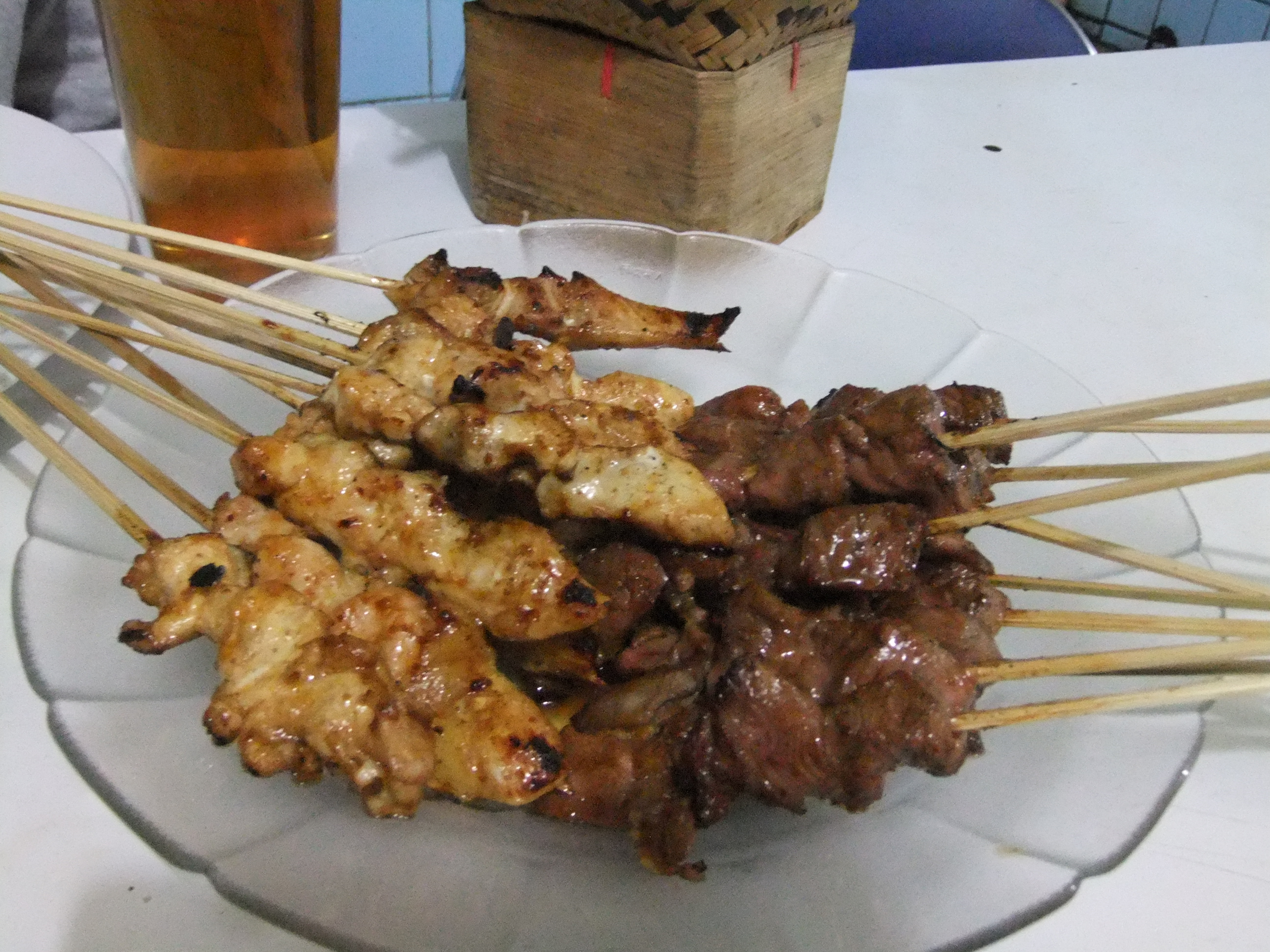
Sate kambing chín (phải) có màu đậm hơn so với sate gà (trái)
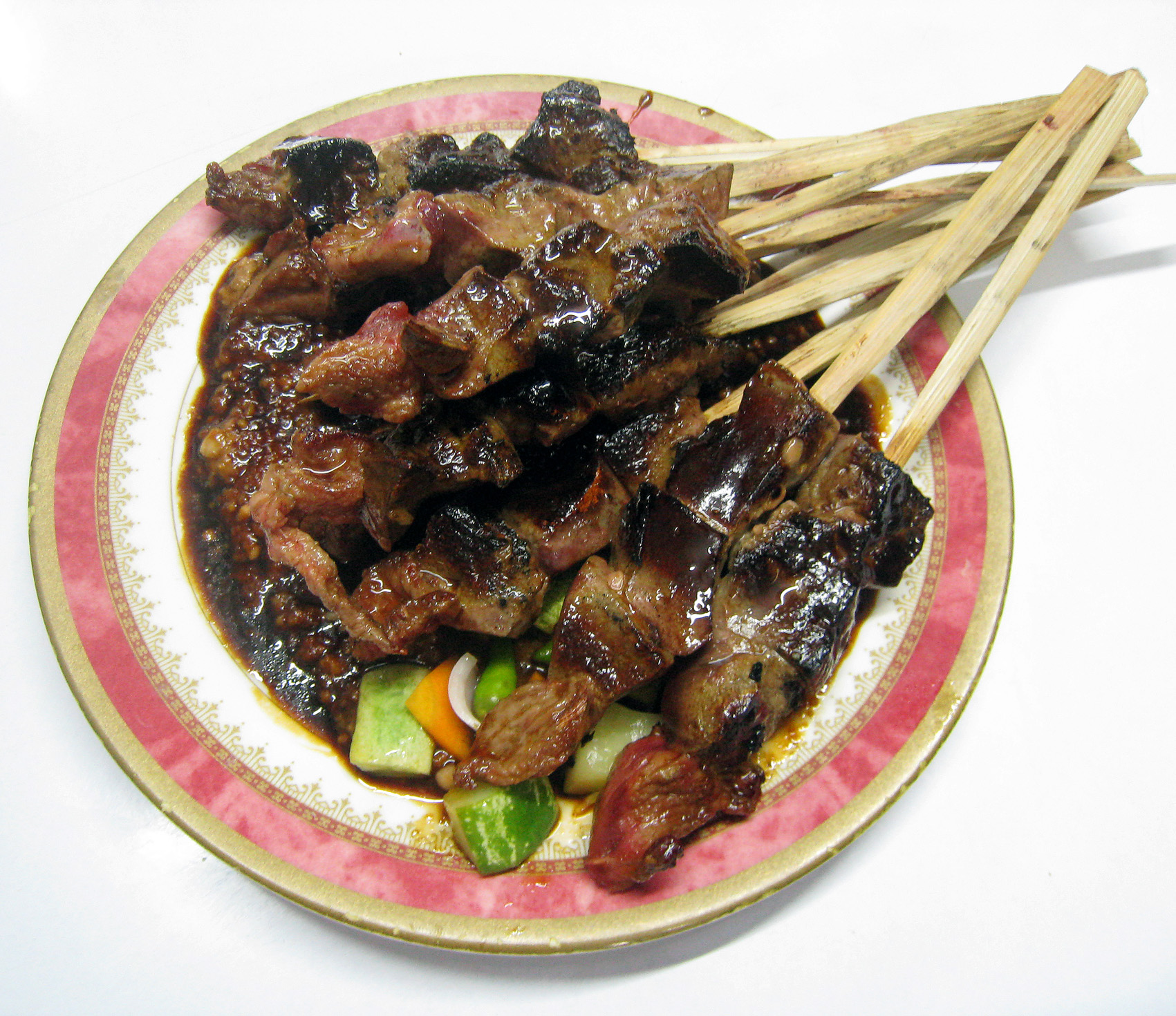
Sate hati kambing, sate gan dê

## Phục vụ

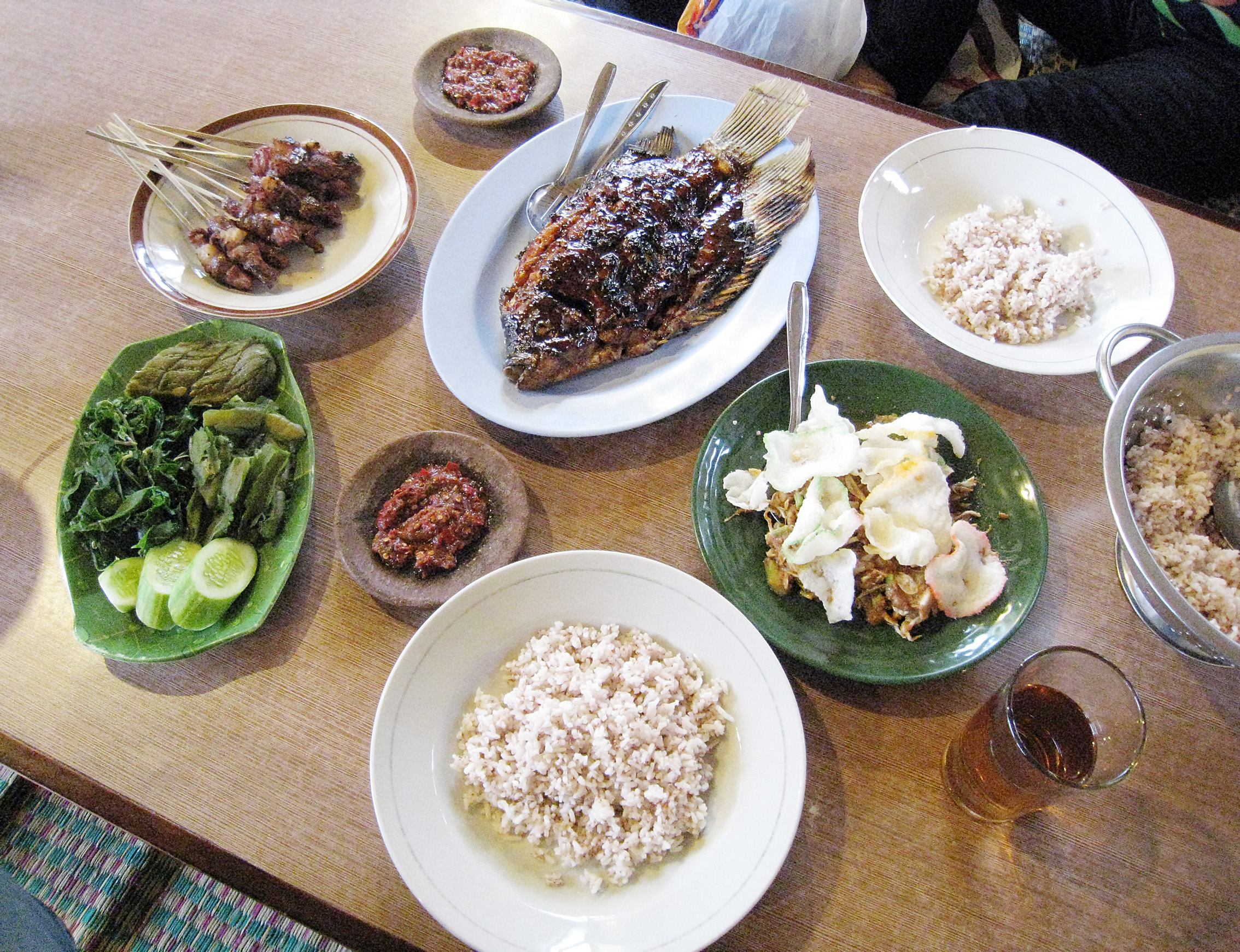
Sate kambing (phía trên bên trái) là một phần của bữa ăn hoàn chỉnh.

Một bữa ăn có sate kambing bao gồm sa tế thịt cừu, thường được ngâm trong nước sốt màu đen đặc làm từ kecap manis hoặc nước tương ngọt. Tuy nhiên, một số công thức nấu ăn có thể sử dụng nước sốt đậu phộng để thay thế, mặc dù nước sốt đậu phộng thường được dùng với sate thịt gà nhiều hơn. Một số người sẽ ăn nó với cơm trắng, còn số khác thì thích ăn các loại cơm hình khối truyền thống như lontong hoặc ketupat. Tại một số khu vực, sate kambing được bán cùng với một món ăn phổ biến khác tên là Gulai kambing, đó là món súp thịt dê và nội tạng cay.
Vì thịt dê có mùi thơm đặc trưng và khá nồng nên những người không thích mùi này thường thay thịt dê bằng thịt cừu hoặc thịt bò. Công thức nấu sa tế tương tự cũng có thể được thực hiện với những loại thịt khác, chẳng hạn như thịt bò, thịt gà, cá, thịt lợn.